# Liste der Biografien/Pez
Liste der Biografien |
Portal Biografien |
Personensuche
# |
A |
B |
C |
D |
E |
F |
G |
H |
I |
J |
K |
L |
M |
N |
O |
P |
Q |
R |
S |
T |
U |
V |
W |
X |
Y |
Z |
?
 
Pa |
Pc |
Pe |
Pf |
Ph |
Pi |
Pj |
Pk |
Pl |
Pm |
Pn |
Po |
Pr |
Ps |
Pt |
Pu |
Pv |
Pw |
Py
 
Pea |
Peb |
Pec |
Ped |
Pee |
Pef |
Peg |
Peh |
Pei |
Pej |
Pek |
Pel |
Pem |
Pen |
Peo |
Pep |
Peq |
Per |
Pes |
Pet |
Peu |
Pev |
Pew |
Pex |
Pey |
Pez
Die Liste der Biografien führt alle Personen auf, die in der deutschsprachigen Wikipedia einen Artikel haben. Dieses ist eine Teilliste mit 63 Einträgen von Personen, deren Namen mit den Buchstaben „Pez“ beginnt.

## Pez
- Pez, Bernhard (1683–1735), österreichischer Benediktinermönch, Historiker, Philologe und Bibliothekar
- Pez, Hieronymus (1685–1762), österreichischer Benediktinermönch, Philologe und Historiker in der Barockzeit
- Pez, Johann Christoph (1664–1716), deutscher Komponist und Kapellmeister

### Peza
- Pezant, Jean-Louis (1938–2010), französischer Richter
- Pezão, Luiz Fernando (* 1955), brasilianischer Politiker
- Pezawas, Lukas, Facharzt für Psychiatrie und Psychotherapeutische Medizin
- Pezay, Alexandre-Frédéric-Jacques Masson de (1741–1777), französischer Militär, Literat und Enzyklopädist

### Pezd
- Pezda, Jan (* 1940), polnischer Skispringer

### Peze
- Pezel, Caspar (1573–1634), deutscher Jurist, Bibliothekar und Archivar
- Pezel, Christoph (1539–1604), reformierter Theologe
- Pezel, Johann Christoph (1639–1694), deutscher Stadtpfeifer und Komponist des Barock
- Pezenas, Esprit (1692–1776), französischer Jesuit, Astronom und Mathematiker
- Pezer, Mesud (* 1994), bosnischer Kugelstoßer
- Pezerović, Edin (* 1973), bosnisch-deutscher SchachspielerEdin Pezerović (* 1973)

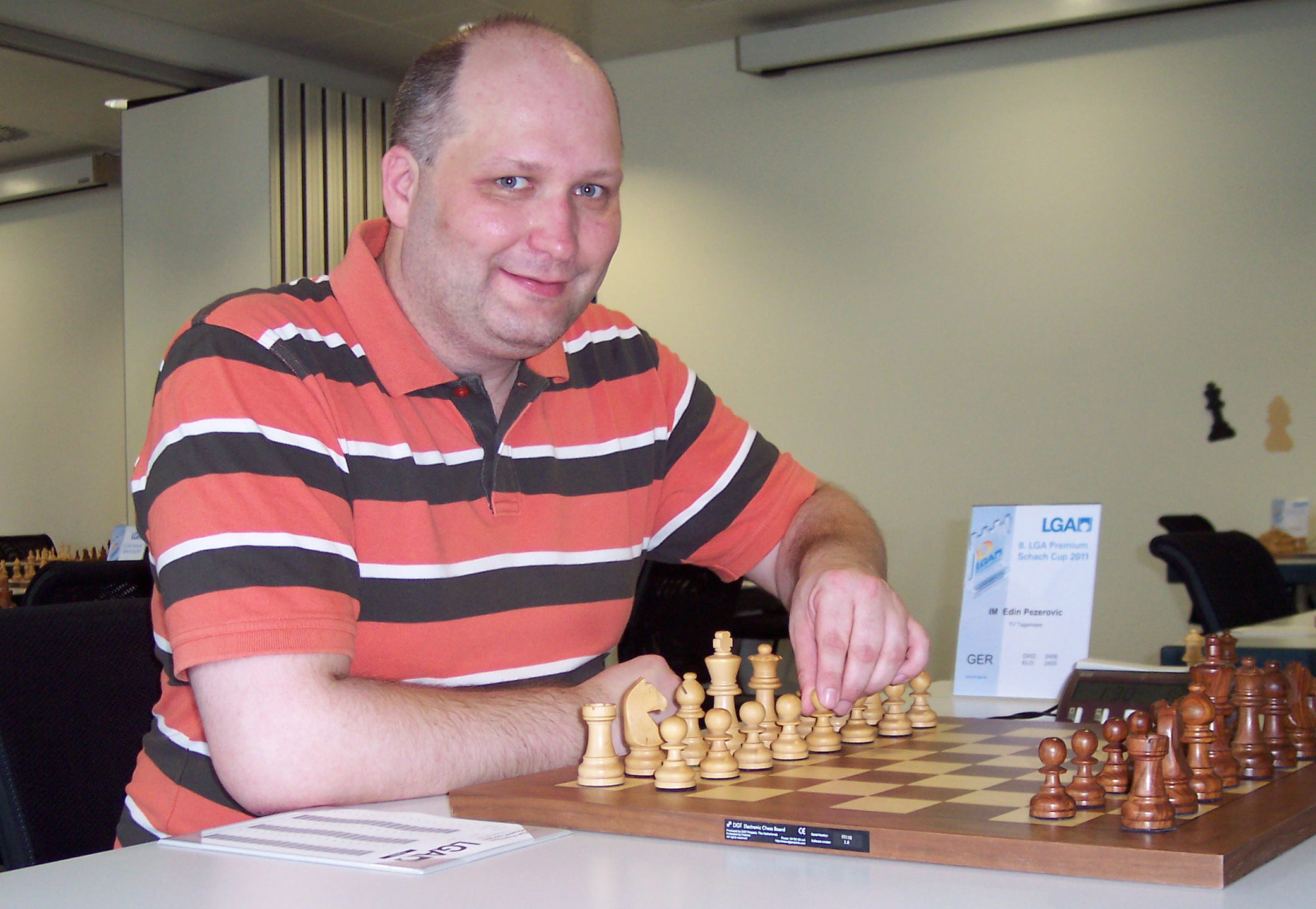
Edin Pezerović (* 1973)

### Pezi
- Pézières, Georges (1885–1941), französischer Politiker

### Pezl
- Pezl, Karel (1927–2022), tschechischer Offizier

### Pezo
- Pezoa Véliz, Carlos (1879–1908), chilenischer Lyriker
- Pezoa, Óscar (1933–2023), argentinischer Radrennfahrer
- Pezold, August Georg Wilhelm (1794–1859), deutschbaltischer Maler und Lithograf
- Pezold, Friederike (* 1945), österreichische Künstlerin
- Pezold, Friedrich (1838–1899), deutscher Politiker (Zentrum), Bürgermeister und MdR
- Pezold, Georg (1865–1943), deutscher Bildhauer
- Pezold, Gustav (1891–1961), deutscher Verleger
- Pezold, Hans (1901–1984), deutscher Musikwissenschaftler und Hochschullehrer
- Pezold, Hans von (1870–1935), deutscher Venerologe und Sanitätsoffizier
- Pezold, Johann Sigismund von (1704–1783), kurfürstlich-sächsischer und königlich-plonischer Diplomat in Petersburg und Wien
- Pezold, Leopold von (1832–1907), Journalist, Lehrer und Autor
- Pezold, Ludwig (1839–1922), österreichischer Archivar und Schriftsteller
- Pezoldt, Adam Friedrich (1679–1761), deutscher Mediziner und Chemiker
- Pezolt, Georg (1810–1878), österreichischer Maler
- Pezolt, Ludwig Christian (* 1712), deutscher Mediziner und Stadtarzt von Nordhausen
- Pezolt, Rainer (* 1957), deutscher Komponist
- Pezos, Paul (* 1979), australischer Fußballspieler

### Pezs
- Pézsa, Tibor (* 1935), ungarischer Säbelfechter und Olympiasieger

### Pezu
- Pezuela y Ceballos, Juan González de la (1809–1906), kastilischer Gouverneur auf Kuba in La Paz (Rio de la Plata)
- Pezuela, Joaquín de la (1761–1830), Vizekönig von Peru

### Pezy
- Pezyna, Feodosij (1950–2010), ukrainischer Geistlicher, Erzbischof der Ukrainischen Orthodoxen Kirche

### Pezz
- Pezzaiuoli, Marco (* 1968), deutscher Fußballtrainer
- Pezzali, Max (* 1967), italienischer PopsängerMax Pezzali (* 1967)

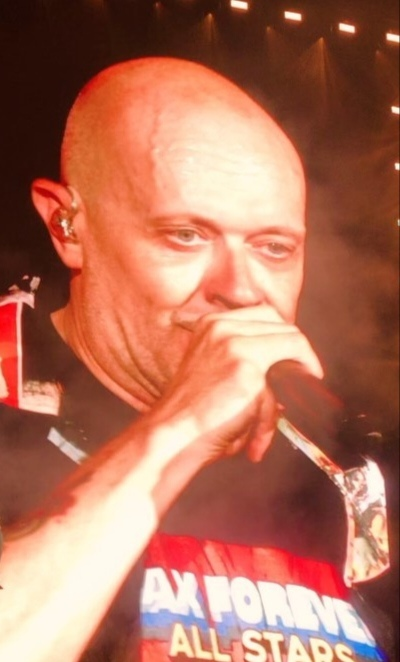
Max Pezzali (* 1967)

- Pezzana, Alfredo (1893–1986), italienischer Fechter
- Pezzani, Valentino (1650–1716), Baumeister
- Pezzati, René, uruguayischer Radrennfahrer
- Pezzatini, Alessandro (* 1957), italienischer Leichtathlet
- Pezzatti, Bruno (* 1951), Schweizer Politiker (FDP)
- Pezzé Pascolato, Maria (1869–1933), italienische Schriftstellerin, Übersetzerin und Hochschullehrerin
- Pezzella, Germán (* 1991), argentinischer Fußballspieler
- Pezzella, Giuseppe (* 1997), italienischer Fußballspieler
- Pezzer, Heinz-Jürgen (* 1950), deutscher Jurist und Richter am Bundesfinanzhof
- Pezzer, Raymond de (1885–1924), französischer Komponist
- Pezzey, August der Jüngere (1875–1904), österreichischer Maler
- Pezzey, Bruno (1955–1994), österreichischer Fußballspieler und -trainerBruno Pezzey (1955–1994)

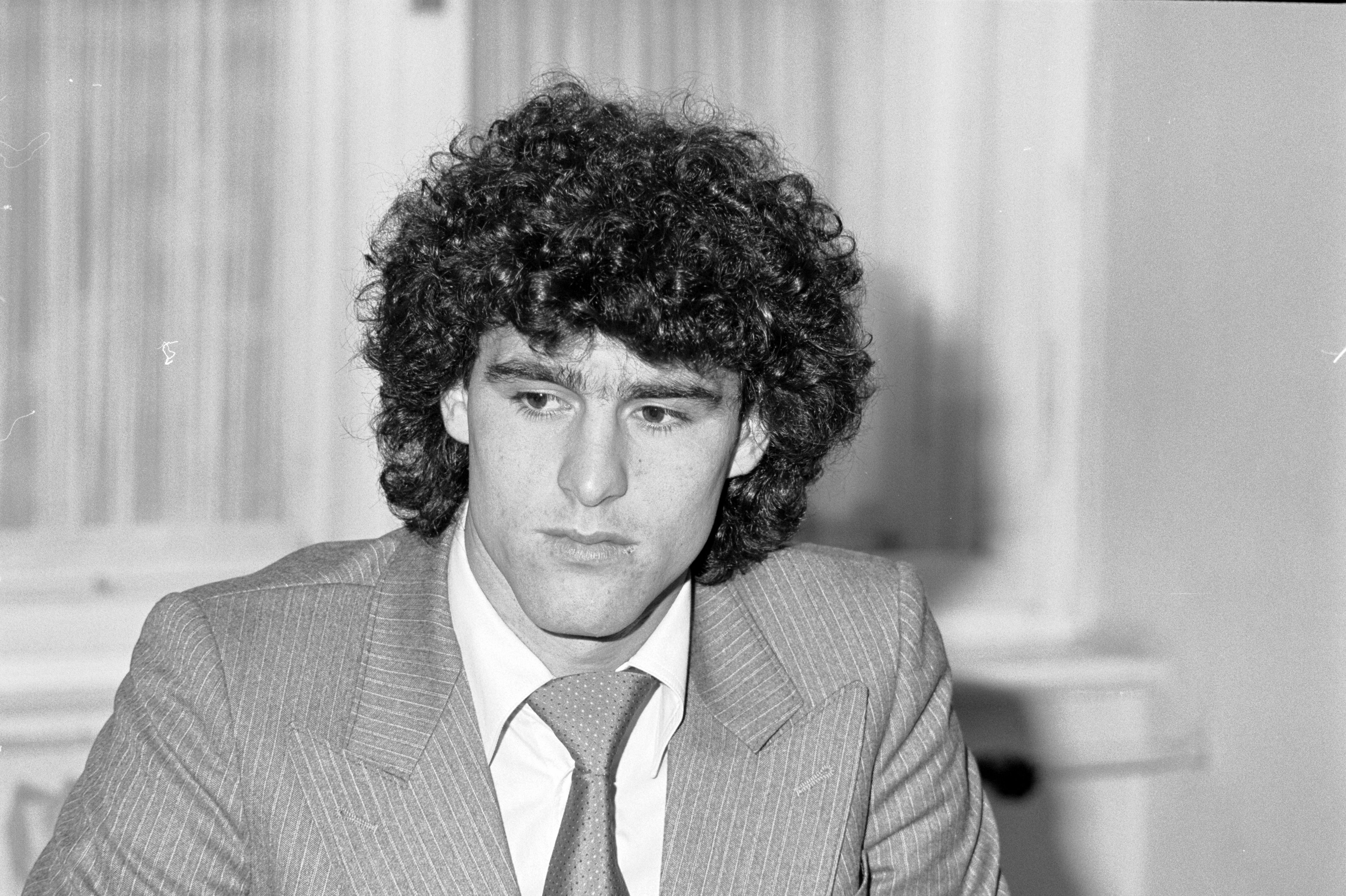
Bruno Pezzey (1955–1994)

- Pezzi, Paolo (* 1960), italienischer Ordensgeistlicher, römisch-katholischer Erzbischof von Moskau
- Pezzini, Domenico (1937–2021), italienischer Theologe, Herausgeber und Übersetzer
- Pezzl, Johann (1756–1823), Schriftsteller und Bibliothekar
- Pezzo, Paola (* 1969), italienische Mountainbikefahrerin
- Pezzolano, Paulo (* 1983), uruguayischer Fußballspieler und -trainer
- Pezzoli-Olgiati, Daria (* 1966), Schweizer Religionswissenschaftlerin
- Pezzoni, Antonino (1777–1844), italienischer Ordensgeistlicher, römisch-katholischer Apostolischer Vikar von Tibet-Hindustan
- Pezzoni, Kevin (* 1989), deutscher Fußballspieler
- Pezzota, Robertino (* 1983), argentinischer Squashspieler
- Pezzota, Rodrigo (* 1984), argentinischer Squashspieler
- Pezzotti, Daniel (1962–2017), Schweizer Cellist
- Pezzuto, Luigi (* 1946), italienischer Geistlicher, emeritierter römisch-katholischer Erzbischof und Diplomat des Heiligen Stuhls